# Канада на Летњим олимпијским играма 2016.
Канада је учествовала на Летњим олимпијским играма 2016. које су одржане у Рио де Жанеиру у Бразилу од 5. до 21. августа 2016. године. Олимпијски комитет Канаде послао је 314 квалификованих спортиста у тридесет спортова. Освојено је двадесет две од тога четири златне. По шест медаља освојено је у атлетици и пливању.

## Освајачи медаља

### Злато
- Пени Олексијак — Пливање, 100 м слободно
- Роузи Макленан — Гимнастика, трамполина
- Дерек Друин — Атлетика, скок у вис
- Ерика Вибе — Рвање, слободни стил до 75 кг

### Сребро
- Пени Олексијак — Пливање, 100 м делфин
- Линдзи Џенерич, Патрисија Оби — Веслање, лаки дубл скул
- Андре де Грас — Атлетика, 200 м

### Бронза
- Сандрин Менвил, Пени Олексијак, Шантал ван Ландегем, Тејлор Рак (Мишел Вилијамс у квалификацијама) — Пливање, штафета 4х100 м слободно
- Британи Бен, Хана Дарлинг, Бианка Фарела, Џен Киш, Жислен Лендри, Меган Лукан, Кајла Молески, Карен Пакен, Кели Расел, Ешли Стеди, Наташа Вотчем-Рој, Черити Вилијамс — Рагби седам, женска репрезентација
- Кајли Маси — Пливање, 100 м леђно
- Меган Бенфето, Розелин Фиљо — Скокови у воду, торањ 10 м синхронизовано
- Кетрин Савард, Пени Олексијак, Британи Маклин, Тејлор Рак (Емили Оверхолт, Кенеди Гос у квалификацијама) — Пливање, штафета 4х200 м слободно
- Хилари Калдвел — Пливање, 200 м леђно
- Елисон Бевериџ, Јасмин Глесер, Кирсти Леј, Џорџија Симерлинг (Лора Браун у квалификацијама) — Бициклизам, потера екипно
- Бријен Тајсен-Итон — Атлетика, седмобој
- Андре де Грас — Атлетика, 100 м
- Меган Бенфето — Скокови у воду, торањ 10 м
- Демијан Ворнер — Атлетика, десетобој
- Стефани Лабе, Алиша Чепмен, Кадејша Бјукенен, Шелина Задорски, Ребека Квин, Дин Роуз, Риан Вилкинсон, Дајана Метисон, Жозе Беланже, Ешли Ловренс, Дезири Скот, Кристин Синклер, Софи Шмит, Мелиса Танкреди, Нишел Принс, Џанин Беки, Џесси Флеминг, Сабрина Д’Анџело — Фудбал, женска репрезентација
- Ерик Ламаз — Коњички спорт, прескакање препона
- Арон Браун, Андре де Грас, Аким Хејнз, Брендон Родни (Моболаде Аџомале у квалификацијама) — Атлетика, штафета 4х100 м
- Кетрин Пендрел — Бициклизам, крос-кантри

## Учесници по спортовима
| Спорт            | Мушкарци | Жене | Укупно |
| ---------------- | -------- | ---- | ------ |
| Атлетика         | 28       | 38   | 66     |
| Бадминтон        | 1        | 1    | 2      |
| Бициклизам       | 7        | 12   | 19     |
| Бокс             | 1        | 2    | 3      |
| Веслање          | 12       | 14   | 26     |
| Гимнастика       | 2        | 6    | 8      |
| Голф             | 2        | 2    | 4      |
| Дизање тегова    | 1        | 1    | 2      |
| Једрење          | 5        | 4    | 9      |
| Кајак и кану     | 7        | 4    | 11     |
| Коњички спорт    | 2        | 8    | 10     |
| Кошарка          | 0        | 12   | 12     |
| Мачевање         | 3        | 2    | 5      |
| Модерни петобој  | 0        | 2    | 2      |
| Одбојка          | 12       | 0    | 12     |
| Одбојка на песку | 4        | 4    | 8      |
| Пливање          | 10       | 20   | 30     |
| Рагби седам      | 0        | 12   | 12     |
| Рвање            | 2        | 6    | 8      |
| Синхроно пливање | -        | 2    | 2      |
| Скокови у воду   | 3        | 4    | 7      |
| Стони тенис      | 1        | 1    | 2      |
| Стреличарство    | 1        | 1    | 2      |
| Стрељаштво       | 0        | 2    | 2      |
| Теквондо         | 0        | 1    | 1      |
| Тенис            | 2        | 2    | 4      |
| Триатлон         | 2        | 3    | 5      |
| Фудбал           | 0        | 18   | 18     |
| Хокеј на трави   | 16       | 0    | 16     |
| Џудо             | 4        | 3    | 7      |
| 30 спортова      | 128      | 187  | 314    |